# عبد الغني علي
عبد الغني علي أحمد (1931/1977) هو أول وزير للخزانة والمالية في الجمهورية العربية اليمنية، ولد في 1931م قرية الزبية، الحباترة الأعروق بمديرية حيفان في محافظة تعز، شغل عدة مناصب في المملكة المتوكلية اليمنية و الجمهورية العربية اليمنية، وقام بإنشاء أول سياسة مالية ونقدية في الجمهورية العربية اليمنية مباشرة بعد قيام ثورة 1962م وقام بإصدار الريال اليمني الورقي والريال الجمهوري الفضي كعملة وطنية بديلة لريال ماريا تريز المستخدم في اليمن إلى حقبة ستينات القرن العشرين كعملة تداول، وقام بإصدار أول عملة ورقية في اليمن سنة 1965.

## التعليم
- تلقى عن والده مبادئ القراءة و الكتابة وقرأة القرآن كما تعلم أصول الدين وقواعد اللغة العربية عن طريق الشيخ الجليل العلامة حسن محمد الجنيد بمدرسة بازرعة الخيرية الإسلامية في مدينة عدن.
- دراسة المرحلة الابتدائية والإعدادية في مدرسة البادري(RCM - Saint Joseph High Secondary School)، عدن، 1946.[2]
- انتقل إلى القاهرة على نفقة والده، الذي كان يعمل في التجارة في مدينة عدن، وتقدم للإختبار بثانوية مدرسة  حلوان، مصر 1949.[2]
- التحق بكلية الحقوق، جامعة القاهرة، مصر وانظم إلى بعثة الأربعين التى كانت ترعاها حكومة المملكة المتوكلية اليمنية منذ عام 1947م[4]، وحصل على درجة الليسانس في الحقوق بإمتياز.
- تم اختياره مع مجموعة من الطلاب المتفوقين للدراسة في جامعة سنسناتي، ولاية اوهايوا وحصل درجة الماجستير في الاقتصاد والتمويل الولايات المتحدة.[2] وواصل التعليم في نفس الجامعة على حصل على درجة الدكتوراه في نفس التخصص عام 1969.[2]

## مناصب شغلها
- مستشار مالي، بيت مال المسلمين- المملكة المتوكلية اليمنية.[3]
- مستشار مالي، المجلس الأعلى للإنعاش الاقتصادي- المملكة المتوكلية اليمنية.[3]
- وزير الخزانة- الجمهورية العربية اليمنية، (1962-1965)[5]
- وزيرا الإعلام وشئون الجنوب- الجمهورية العربية اليمنية، (1966).[3]
- وزير الخزانة والمالية- الجمهورية العربية اليمنية (1967).[3]
- وزير الخزانة والاقتصاد والتموين- الجمهورية العربية اليمنية (1967).[3]

## وفاته
توفى سنة 1977 بمدينة تعز، متأثرا بجلطة دماغية أصيب بها في نفس العام خلال فترة لجوئه السياسي في جمهورية مصر العربية.
أرشيف الصور